# Anthus longicaudatus
Anthus longicaudatus е вид птица от семейство Стърчиопашкови (Motacillidae).

## Разпространение
Видът е разпространен в Южна Африка.